# Mühlpfad
Mühlpfad – miejscowość i gmina w Niemczech, w kraju związkowym Nadrenia-Palatynat, w powiecie Rhein-Hunsrück, wchodzi w skład gminy związkowej Hunsrück-Mittelrhein. Do 31 grudnia 2019 wchodziła w skład gminy związkowej Emmelshausen.